# Horní Újezd (Vysočina)
Horní Újezd é uma comuna checa localizada na região de Vysočina, distrito de Třebíč.